# Nedkastningssted
Nedkastningssteder eller modtagepladser er lokaliteter hvor fly kan nedkaste forsyninger og folk med faldskærm.[kilde mangler]
I Danmark var det lokaliteter hvor allierede fly kunne nedkaste våbencontainere med faldskærm under besættelsen. Kravet til sådanne var at de skulle være let at finde for flybesætningerne; et kendingsmærke i nærheden, f.eks. en sø var en fordel. Stederne måtte ikke ligge for tæt på beboelse eller på de tyske installationer.
Selve nedkastningspladsen skulle være åben, så faldskærmene ikke hang fast i træer eller lignende, en skov ud til pladsen var en fordel, så modtageholdet kunne holde sig skjult.
Antallet af modtagepladser i Danmark blev af modstandsbevægelsen opgjort til ca. 400. Dog kom ikke alle pladser i brug.